# Pankrác (metropolitana di Praga)
Pankrác è una stazione della linea C della metropolitana di Praga.

## Storia
La stazione, con il nome originale di Mládežnická, è stata attivata il 9 maggio 1974, come parte della sezione originale della linea C tra Sokolovská e Kačerov.

## Strutture e impianti
La stazione è sotterranea ed è dotata di due binari, serviti da una banchina centrale.

## Servizi
La stazione è dotata di ascensori per le persone a mobilità ridotta.
- Biglietteria
- Servizi igienici

## Interscambi
- Fermata autobus (linee 188 e 193)[2]